# 岡井カツノリ
岡井 カツノリ（おかい カツノリ、10月8日 - ）は、日本の男性声優。兵庫県出身。ケンユウオフィス所属。旧芸名は岡井克升。

## 略歴
talk back出身。
2016年2月1日より芸名を「岡井克升」から「岡井カツノリ」に改名したことを発表。

## 人物
特技は関西弁、ビーフジャーキー作り。趣味はカクテル、登山、ロードバイク。
10代から藤原啓治のファンであり、周囲にそれを公言して、声優になる前からその声・芝居に憧れて随分と研究をしていたという。
姉（8月1日 - ）がいる。

## 出演

### テレビアニメ
2012年
- ガールズ&パンツァー（観客）
- 戦国コレクション（村の少年）

2013年
- ビーストサーガ（アゴールB）
- 戦姫絶唱シンフォギアG（お偉いさん、政府高官B）

2015年
- 忍たま乱太郎（2015年 - 2025年、旅人、配達人、カラス）
- ハッカドール THE あにめ〜しょん（弄内郁夫、客）
- クレヨンしんちゃん（おじいさん）

2016年
- 無彩限のファントム・ワールド（ヒグーマン兵、ハムレット）
- アクティヴレイド -機動強襲室第八係-（警備員A）
- B-PROJECT〜鼓動*アンビシャス〜（AD B）
- ALL OUT!!（吉備将太、審判、武蔵諭吉）
- ドリフターズ（オルテ兵、ドワーフ）

2017年
- BORUTO-ボルト- NARUTO NEXT GENERATIONS（2017年 - 2023年、ジェイ・ジェイ、現場監督、上下サユウ、竹取ホウキ、木ノ葉の忍・カカシの部下、アナト、依代ヒョユイ、イノリの兄、ハリコ 他）
- 神撃のバハムート VIRGIN SOUL（兵士）
- ドラえもん（テレビ朝日版第2期）（2017年 - 2025年、歩兵1、リポーター、犬、ポスターの声①、店員 他）
- 地獄少女 宵伽（風間理史の父）

2018年
- 夢王国と眠れる100人の王子様（衛兵）
- HUGっと!プリキュア（あやのお父さん）
- 進撃の巨人（男）
- ゾンビランドサガ（観客3、ライブスタッフB）

2019年
- パズドラ（記者B）
- 3D彼女 リアルガール（上司）
- イナズマイレブン オリオンの刻印（ペペ・バンデラス）
- 爆丸バトルプラネット（2019年 - 2020年、トシ）
- 本好きの下剋上 司書になるためには手段を選んでいられません（2019年 - 2022年、ギュンター同僚、青色神官、エグモント、ザーム、インゴ 他） - 3シリーズ
- BEASTARS（キツネ）
- 僕のヒーローアカデミア（チンピラヴィラン）
- GRANBLUE FANTASY The Animation Season 2（船大工）

2020年
- もっと!まじめにふまじめ かいけつゾロリ（ポルケ）
- 体操ザムライ（忍者ショーの司会、司会者、男性アナウンサー、声C）
- 炎炎ノ消防隊 弐ノ章（消防士）
- ミュークルドリーミー（芸人B）
- 魔女の旅々（あっちの村の村人たち）
- 禍つヴァールハイト -ZUERST-（モーラ）
- ツキウタ。 THE ANIMATION2（荻島）
- 憂国のモリアーティ（2020年 - 2021年、鉄道警察、エイムズ、ハーシェル） - 2シリーズ

2021年
- 回復術士のやり直し（オーク）
- SCARLET NEXUS（部下、部下A）
- 魔法科高校の優等生（ブランシュ兵）
- アイドリッシュセブン Third BEAT!（スタッフA）
- カードファイト!! ヴァンガード overDress（ナレーション、デイブレイクメンバー）

2022年
- 殺し愛（構成員2、構成員、エイミー、トム、ボリス）
- ハコヅメ〜交番女子の逆襲〜（青山）
- ありふれた職業で世界最強（2022年 - 2024年、賊B、帝国兵） - 2シリーズ
- 舞妓さんちのまかないさん（お客さん）
- 遊☆戯☆王ゴーラッシュ!!（2022年 - 2025年、888万人の同胞たち、観客、MIK隊員C、ダマス、ニクタイダモン 他）
- SPY×FAMILY（2022年 - 2023年、WISE機関員、黒服の男、イーデン校教師、ザカリス大佐、医師 他） - 3シリーズ
- キャップ革命 ボトルマンDX（ボトルバトラー4、BMA幹部C）
- 薔薇王の葬列（従者C）
- 異世界おじさん（配達員）
- ハナビちゃんは遅れがち（大変と言う人、店長、観客A、客A）
- はたらく魔王さま!!（2022年 - 2023年、サイクロップス、市民） - 2シリーズ
- 異世界薬局（船医）
- 新米錬金術師の店舗経営（グレイ、悪徳錬金術師）
- 宇崎ちゃんは遊びたい!ω（黒木）
- ゴールデンカムイ（2022年 - 2023年、アイヌの男、木こりたち）
- 陰の実力者になりたくて!（2022年 - 2023年、教団兵、観客、兵士、騎士）
- 機動戦士ガンダム 水星の魔女（2022年 - 2023年、教師、グエルの先輩社員、交渉人） - 2シリーズ

2023年
- 転生王女と天才令嬢の魔法革命（ベテラン冒険者）
- The Legend of Heroes 閃の軌跡 Northern War（市民A）
- 『FLAGLIA』〜なつやすみの物語〜（ミスリル）
- クールドジ男子（男性）
- シュガーアップル・フェアリーテイル（職人）
- 山田くんとLv999の恋をする
- 異世界召喚は二度目です（憲兵）
- 贄姫と獣の王（爬虫族A、市民D）
- 僕の心のヤバイやつ（客B）
- 魔法使いの嫁 SEASON2（セスの父、親類） - 2シリーズ
- 名探偵コナン（水谷漣）
- 英雄教室（教官、上級クラス）
- SYNDUALITY Noir（2023年 - 2024年、アンディ） - 2シリーズ
- 七つの魔剣が支配する（相馬安綱、男子生徒B）
- BLEACH 千年血戦篇-訣別譚-（死神）
- 呪術廻戦 懐玉・玉折/渋谷事変（ミミズ人間）
- 葬送のフリーレン（マスター）
- 『ヒプノシスマイク-Division Rap Battle-』Rhyme Anima +（組員、赤味噌ブラザーズ、生徒、sink or swim、Doggy Dog Bow! 他）
- 鴨乃橋ロンの禁断推理（刑事）
- アンデッドアンラック（ゾンビ）
- シャドウバースF（職員）

2024年
- 月刊モー想科学（客、師匠、記者）
- 無職転生 II 〜異世界行ったら本気だす〜（配達員）
- Lv2からチートだった元勇者候補のまったり異世界ライフ（リウリス）
- WIND BREAKER
- 異世界スーサイド・スクワッド（男性、兵士）
- なぜ僕の世界を誰も覚えていないのか?（参謀）
- 魔導具師ダリヤはうつむかない
- デリコズ・ナーサリー（住民）
- アオのハコ（2024年 - 2025年、部員）
- 2.5次元の誘惑（カメコB）
- やり直し令嬢は竜帝陛下を攻略中（ベイルブルグ兵、賊）
- トリリオンゲーム（ツーブロック男）
- 夏目友人帳 漆（祓い屋、的場門弟）

2025年
- どうせ、恋してしまうんだ。（山本）
- るろうに剣心 -明治剣客浪漫譚- 京都動乱（志々雄の部下）
- サラリーマンが異世界に行ったら四天王になった話（サラリーマンB、村人B）
- 薬屋のひとりごと（宦官）
- LAZARUS ラザロ（取り巻き）
- 黒執事 -緑の魔女編-（軍人）
- 履いてください、鷹峰さん（男子生徒A、男子生徒C）
- ヴィジランテ-僕のヒーローアカデミア ILLEGALS-（MAD HATTERアキラ）
- 神椿市建設中。（警察官）
- ブスに花束を。（男生徒）

### 劇場アニメ
- 屍者の帝国（2015年、榎本）
- すずめの戸締まり（2022年）
- プリンセス・プリンシパル Crown Handler 第3章（2023年、貴族）
- 名探偵コナン 黒鉄の魚影（2023年、警官）
- 青春ブタ野郎はおでかけシスターの夢を見ない（2023年、男子生徒）
- 劇場版 SPY×FAMILY CODE: White（2023年、ベルナルド）
- BLOODY ESCAPE -地獄の逃走劇-（2024年、不滅騎士団員）
- コードギアス 奪還のロゼ（2024年、ネオ・ブリタニア貴族）

### OVA
- 銀魂゜（2016年、信徒A） - コミックス第66巻アニメDVD同梱版

### Webアニメ
- 爆丸アーマードアライアンス（2020年 - 2021年、トシ、ジレーター）
- 爆丸エボリューションズ（2022年、トシ）
- 境界戦機 極鋼ノ装鬼（2023年、ヒヌカン隊員）
- ムーンライズ（2025年、ゲオルグ・ランドリー[28]）

### ゲーム
2008年
- ハートの国のアリス〜Wonderful Wonder World〜（男性2）
- BioShock

2010年
- 三国恋戦記〜オトメの兵法!〜（羽扇を落とした兵士）

2013年
- マブラヴ オルタネイティヴ クロニクルズ04（中隊長）

2014年
- アラビアンズ・ダウト（ハンク）
- DIABOLIK LOVERS MORE,BLOOD

2015年
- Fallout 4（ビリー、ジョージ・クーパー）

2016年
- あの夜からキミに恋してた（鬼島俊明）
- 一血卍傑-ONLINE-（ヒルコ、ザシキワラシ、フクロク）
- 刻のイシュタリア（ネモ船長、フンボルト）

2017年
- モバイルレジェンド (モスコブ)
- 龍が如く 極2 (西田)

2018年
- JUDGE EYES:死神の遺言
- 少女とドラゴン-幻獣契約クリプトラクト-（バンサイ）
- D×2 真・女神転生 リベレーション
- 謀りの姫 -TABAKARI NO HIME-（李白）
- 龍が如く ONLINE (植井圭)

2019年
- 元気封神除眠

2020年
- 龍が如く7 光と闇の行方
- ユートピア・ゲート〜双子の女神と未来へのつばさ〜（ルイ）
- バイオハザード RE:3（マーフィー・シーカー）
- ファイナルファンタジーVII リメイク
- The Last of Us Part II
- ドラゴンクエストX いばらの巫女と滅びの神 オンライン（反乱軍メンバー1、ホズミスク）
- 聖闘士星矢 ライジングコスモ（聖域の統領）
- ソードマスターストーリー（カイン、アレス）

2021年
- バディミッション BOND（タロウ・シバイ）
- ジャックジャンヌ
- クイズRPG 魔法使いと黒猫のウィズ（2021年 - 2022年、キャプテン・フック）
- モンスターストライク（降三世明王）
- テイルズ オブ アライズ
- シンスメモリーズ 星天の下で（木戸重人）
- デュエル・マスターズ プレイス（2021年 - 2022年、超聖竜ボルフェウス・ヘヴン、邪眼皇ロマノフI世、密林の総督ハックル・キリンソーヤ 他）

2022年
- 機動戦士ガンダム U.C. ENGAGE（マース）
- バースセイバー（倫太郎）
- オリエント・アルカディア（徐盛）
- 無期迷途（空虚の傀儡、老人）

2023年
- エターナルリターン（テオドール）
- OCTOPATH TRAVELER II
- 超探偵事件簿 レインコード（奇殺師フィンク）
- 龍が如く7外伝 名を消した男
- HAPPY SAIN† SHEOL～亡者少女マヤ～（グレゴール・コーニッシュ）

2024年
- 龍が如く8
- Poppy Playtime Chapter3（ドッグデイ）
- 護縁（ギファン）

2025年
- 龍が如く8外伝 Pirates in Hawaii（西田）

### BLCD
- この手を離さないで（2022年、雅の父[45]）

### 吹き替え

#### 映画
- 愛と青春の旅だち ※VOD版
- アバウト・アレックス（アイザック〈マックス・ミンゲラ〉）
- IT/イット “それ”が見えたら、終わり。（ベルチュ・ハギンズ〈ジェイク・シム〉[46]）
  - IT/イット THE END “それ”が見えたら、終わり。（ベルチュ・ハギンズ〈ジェイク・シム〉[47]）
- イップ・マン 完結（ハートマン・ウー〈ヴァネス・ウー〉[48]）
- エブリバディ・ウォンツ・サム!! 世界はボクらの手の中に（フィネガン〈グレン・パウエル〉）
- オデッセイ（リッチ・パーネル〈ドナルド・グローヴァー〉
- きみが還る場所（セシル・ボーモント弁護士〈ドワイト・ヨアカム〉[49]）
- キングスマン:ゴールデン・サークル（ブランドン〈カルバン・デンバ〉）
- THAT/ザット ジ・エンド（オースティン〈アダム・エルシャー〉）
- 猿の惑星/キングダム（ライトニング〈ラス＝サミュエル〉[50]）
- シング・ストリート 未来へのうた（エイモン〈マーク・マッケンナ〉）
- シン・シティ 復讐の女神（モート〈クリストファー・メローニ〉）
- ZOOMBIE ズーンビ ネクスト・レベル（トロント〈ジャリッド・マッセ〉）
- スカイライン -奪還-（スア〈イコ・ウワイス〉）
- スリーパーズ（ロレンツォ・カルカテラ / シェイクス〈ジェイソン・パトリック〉）※Netflix版
- セブン・シスターズ（ジェリー〈ポール・スヴェーレ・ハーゲン〉[51][52]）
- トレイン・ミッション（ダニー・マコーリー〈ディーン＝チャールズ・チャップマン〉）
- パイレーツ・オブ・カリビアン/最後の海賊
- バッド・チューニング（ドン・ドーソン〈サッシャ・ジェンソン〉）※Netflix版
- バトル・オブ・ザ・セクシーズ
- パワーレンジャー
- ビバリーヒルズ・コップ（フォスター刑事〈アート・キンブロ〉）※VOD版
- ビバリーヒルズ・コップ2（チャールズ・ケイン〈ディーン・ストックウェル〉）※VOD版
- ファンタスティック・フォー
- ホビット 決戦のゆくえ（フェレン〈サイモン・ロンドン〉）

#### ドラマ
- ウェントワース女子刑務所 シーズン4（ジェイク・スチュワート〈バーナード・カリー（英語版）〉）
- 宇宙船レッド・ドワーフ号 シーズン11（アスクレピオス）、シーズン12（トーキー・トースター）
- キラー・マイクのきわどいニュース (ヴィクラム、 ジョー）
- グッド・ドクター 名医の条件
- COLONY/コロニー（エリック・ブロッサード〈トリー・キトルズ〉）
- サバイバー: 宿命の大統領（サシャ・ブッカー〈ジェイミー・クレイトン〉）
- スニーキー・ピート（サム〈ジェイ・O・サンダース〉）
- ツイン・ピークス The Return（フィリップ・ジェフリーズ）
- デイ・アフターZ（ミーチャ〈ドミトリー・エンダリツェフ〉）
- ディキンスン 〜若き女性詩人の憂鬱〜（ヘンリー・デイヴィッド・ソロー〈ジョン・ムレイニー〉）
- 伝説の魔女（マ・ドヒョン〈コ・ジュウォン〉）
- フィアー・ザ・ウォーキング・デッド（ニック・クラーク〈フランク・ディレイン〉）
- フロンティア（マルコム・ブラウン〈マイケル・パトリック〉）
- Utopia -ユートピア-（クリスチャン・ドナルドソン〈サイモン・マクバーニー〉）
- Marvel ルーク・ケイジ（ラファエル・スカーフ〈フランク・ホエーリー〉[53]）

#### アニメ
- 悪魔城ドラキュラ -キャッスルヴァニア-（アーン、修道士1、ピーター）
- アルティメット・スパイダーマン（ケーザー）
- 映画マイリトルポニー プリンセスの大冒険（グラバー）
- ミッキーマウス!
- カーズ/クロスロード（ダニー・シュワヴェッツ）
- キャプチャー・ザ・フラッグ 月への大冒険!（ビル・ギャグス）
- スーパーウィングス（ジンボ、ポール、ベロ）
- バービー・ドリームハウス・アドベンチャー（トレイ・リアドン）
- ビックシティ・グリーン（チャップ・ウィスラー）
- ヤング・ジャスティス（レッドトルネード）
- ライオン・ガード（ムズィンゴ）
- ララループシー（フォレスト・エバーグリーン）

### ナレーション
- コーエーテクモ 真・三國無双 ブラスト（TVCF）
- ゴーストリコン ワイルドランズ（PV）
- トンボ鉛筆・モノグラフ（PV）

### ボイスオーバー
- ウッド・ブラザーズ（アニマルプラネット、ルディ・ペレティエ）
- サファリ・ブラザーズ（ナショナルジオグラフィック、ブレント・リード）

### デジタルコミック
- すれ違いは夫婦の始まり（2021年、坂戸亮平[54]）
- NERU -武芸道行-（2021年、拝庭丈九郎[55]）
- MONSTERS（2021年、町の住人[56]）
- 営業スマイル男女（2022年、部長、店員[57]）

### シリーズ一覧
1. ↑  第1期（2019年）、第2期（2020年）、第3期（2022年）
2. ↑  第1クール（2020年）、第2クール（2021年）
3. ↑  2nd season（2022年）、season 3（2024年）
4. ↑  Season 1:第1クール（2022年）、Season 1:第2クール（2022年）、Season 2（2023年）
5. ↑  1st Season（2022年）、2nd Season（2023年）
6. ↑  Season1（2022年）、Season2（2023年）
7. ↑  第1クール（2023年）、第2クール（2023年）
8. ↑  第1クール（2023年）、第2クール（2024年）